# André-Jacques Fougerat
André-Jacques Fougerat (Barbezieux-Saint-Hilaire, 23 febbraio 1902 – Città del Vaticano, 30 ottobre 1983) è stato un vescovo cattolico francese.

## Biografia
Monsignor André-Jacques Fougerat nacque a Barbezieux-Saint-Hilaire il 23 febbraio 1902.

### Formazione e ministero sacerdotale
Compì gli studi per il sacerdozio al seminario di Richemont e al seminario carmelitano di Parigi. Rinomata figura nel campo dell'istruzione, Fougerat si era già distinto durante gli studi.
Il 16 aprile 1927 fu ordinato presbitero per la diocesi di Angoulême nella cappella di San Giuseppe dell'Institut catholique di Parigi da monsignor Emanuel-Anatole-Raphaël Chaptal de Chanteloup, vescovo ausiliare di Parigi. In seguito fu docente al seminario di Richemont e professore di filosofia all'Ecole Saint-Paul di Angoulême della quale a soli a 30 anni divenne superiore. Fu anche curato della chiesa del Sacro Cuore di Cognac dove fondò la scuola "Notre Dame". Si distinse anche per il suo coraggio durante la seconda guerra mondiale, mentre prestava servizio come capitano di fanteria sul fronte orientale e nella Somme. Nel 1946 venne nominato vicerettore dell'Institut catholique di Parigi.

### Ministero episcopale
Il 16 luglio 1956 papa Pio XII lo nominò vescovo coadiutore di Grenoble e titolare di Cesarea di Mauritania. Ricevette l'ordinazione episcopale il 23 ottobre successivo dal vescovo di Angoulême Jean-Baptiste Mégnin, coconsacranti il vescovo titolare di Lero Émile Blanchet e il vescovo ausiliare di Grenoble Jean-Marie Vittoz. Il 5 gennaio 1957, giorno della morte di monsignor Alexandre Caillot, succedette alla medesima sede.
Partecipò al Concilio Vaticano II.
Eresse varie parrocchie nelle aree urbane e costruì due centri ecumenici: a Grenoble (Saint-Marc) e Chamrousse. Riconosciuto esperto di liturgia, i vescovi della provincia non esitavano a chiedergli consiglio. Dovette tuttavia confrontarsi con i primi segni di protesta in una diocesi in cui l'autorità fu fortemente contestata. La sua timidezza di carattere non gli permise di attuare la collegialità che era diventata una parola chiave negli anni '60. Messo in minoranza in seno al consiglio episcopale, rassegnò le dimissioni. A Grenoble lasciò "l'immagine di un vescovo distinto e gentile che si dedicò con tutto il cuore al suo dovere".
Il 19 settembre 1969 papa Paolo VI accettò la sua rinuncia al governo pastorale della diocesi e lo nominò vescovo titolare di Alba. Si trasferì a Roma e fu nominato canonico del reverendo capitolo della basilica patriarcale di San Pietro in Vaticano. Fu anche consigliere ecclesiastico presso la Segreteria di Stato della Santa Sede e successivamente cooperò con diverse organizzazioni cattoliche internazionali. Fu vicepresidente del consiglio superiore delle Pontificie Opere Missionarie e assessore dell'Ordine equestre del Santo Sepolcro di Gerusalemme.
Fu membro dell'Académie delphinale di Grenoble.
Morì nel suo appartamento nel palazzo dei canonici nella Città del Vaticano il 30 ottobre 1983 all'età di 81 anni. Dopo le esequie, la salma venne tumulata nella cappella del capitolo vaticano nel cimitero del Verano.

## Genealogia episcopale
La genealogia episcopale è:
- Cardinale Guillaume d'Estouteville, O.S.B.Clun.
- Papa Sisto IV
- Papa Giulio II
- Cardinale Raffaele Riario
- Papa Leone X
- Papa Clemente VII
- Cardinale Antonio Sanseverino, O.S.Io.Hier.
- Cardinale Giovanni Michele Saraceni
- Papa Pio V
- Cardinale Innico d'Avalos d'Aragona, O.S.Iacobi
- Cardinale Scipione Gonzaga
- Patriarca Fabio Biondi
- Papa Urbano VIII
- Cardinale Cosimo de Torres
- Cardinale Francesco Maria Brancaccio
- Vescovo Miguel Juan Balaguer Camarasa, O.S.Io.Hier.
- Papa Alessandro VII
- Cardinale Neri Corsini
- Vescovo Francesco Ravizza
- Cardinale Veríssimo de Lencastre
- Arcivescovo João de Sousa
- Vescovo Álvaro de Abranches e Noronha
- Cardinale Nuno da Cunha e Ataíde
- Cardinale Tomás de Almeida
- Cardinale João Cosme da Cunha, C.R.S.A.
- Arcivescovo Francisco da Assunção e Brito, O.E.S.A.
- Vescovo Alexandre de Gouveia, T.O.R.
- Vescovo Caetano Pires Pereira, C.M.
- Vescovo Gioacchino Salvetti, O.F.M.
- Vescovo Giuseppe Maria Rizzolati, O.F.M.Ref.
- Arcivescovo Théodore-Augustin Forcade, M.E.P.
- Cardinale Jean-Pierre Boyer
- Vescovo Félix-Auguste Béguinot
- Arcivescovo Jean-Augustin Germain
- Cardinale Pierre-Paulin Andrieu
- Cardinale Louis-Joseph Maurin
- Vescovo Hyacinthe-Jean Chassagnon
- Vescovo Jean-Baptiste-Auguste Gonon
- Vescovo Jean-Baptiste Mégnin
- Vescovo André-Jacques Fougerat